# لوك إي. ويبر
لوك إي. ويبر هو اقتصادي سويسري، ولد في 18 سبتمبر 1941.